# Jonathan Hill
Jonathan Hill (London, 1960. július 24. –) brit konzervatív párti politikus. A Lordok Háza korábbi vezetője illetve volt iskolaügyi miniszter.
2014. november 1. óta a Európai Bizottság (EB) pénzügyi stabilitásért, pénzügyi szolgáltatásokért és tőkepiaci unióért felelős biztosa volt. A Brexit-népszavazást követően, 2016. június 25-én bejelentette lemondását. (Július 15-ig marad hivatalban).

## Életpályája

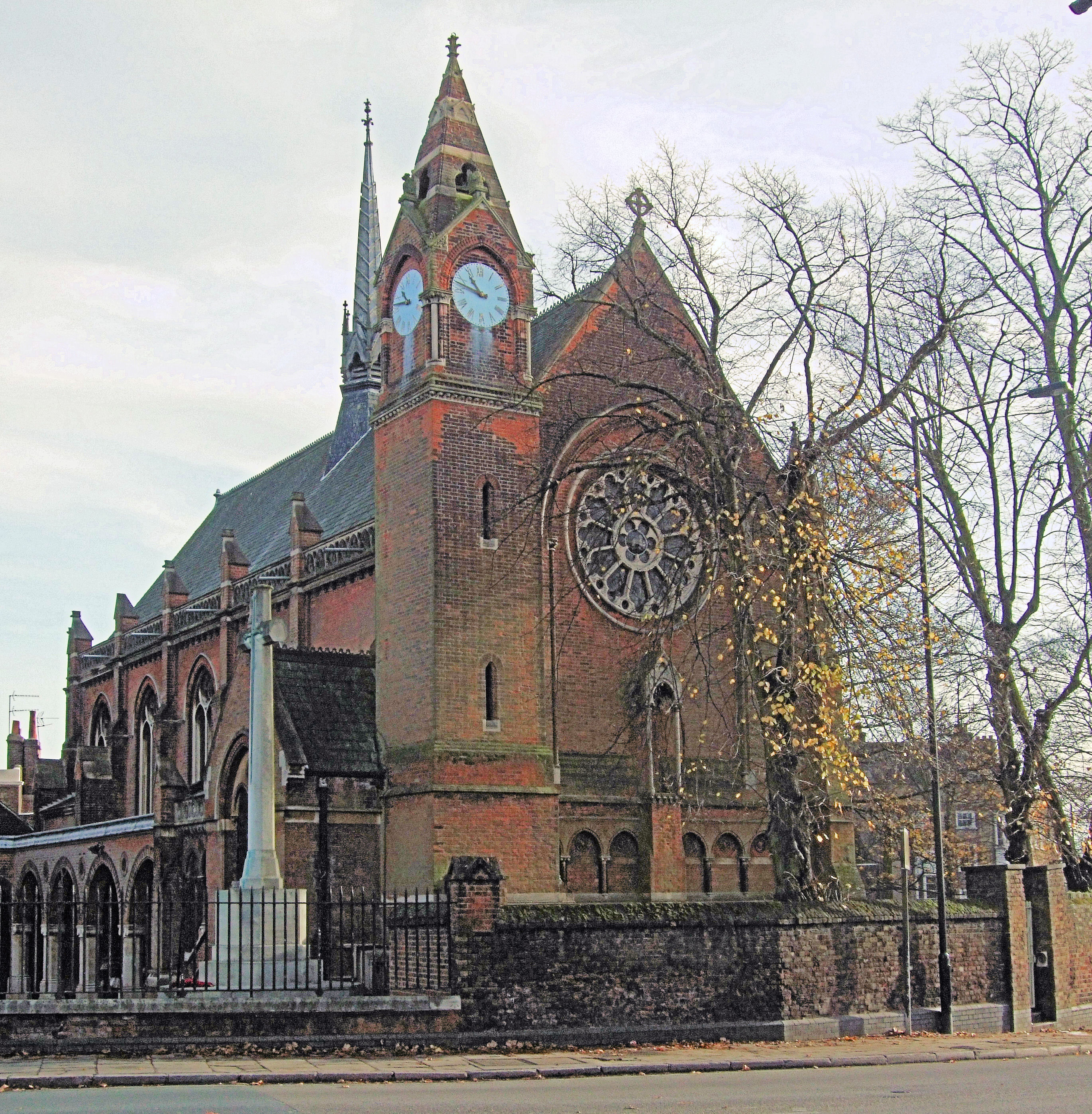
A Highgate School

Louis és Paddy Hill második gyermekeként született. Tanulmányait a Highgate School-ban és a Cambridge-i Trinity College-ban végezte.
Lord Hill karrierjét a iskolaminisztérium-ban kezdte. Később több helyen dolgozott különleges tanácsadóként, majd egyik ilyen munkája után vált a Quiller Consultants alapító igazgatójává. 2010 májusában kinevezték iskolaügyi államtitkárnak. 2012 júliusában benyújtotta a lemondását erről a posztról, de ezt nem fogadták el. 2014 júniusában Jean-Claude Juncker bejelentette, hogy ő lesz a pénzügyi stabilitásért és pénzügyi szolgáltatásokért felelős biztos. A jelölt európai parlamenti meghallgatását meg kellett ismételni. A pozíciók elosztásáról való egyezkedések során arról is szó volt, hogy inkább energia- és klímaügyi biztos lesz. Politikai ellenfelei szerint a londoni City korábbi lobbistájaként nem a pénzügyi ellenőrzéssel kellene foglalkoznia a Bizottságban.

## Magánélete
1988-ban feleségül vette Alexandre Hillt, John Nettelfield lányát. Apósa a második világháborúban Királyi Tüzérségben szolgált őrnagyi rangban és kiváló minősítéssel szerelt le.
Egy fia és két lánya született.